# Ајхштетен
Ајхштетен (њем. Aichstetten) општина је у њемачкој савезној држави Баден-Виртемберг. Једно је од 39 општинских средишта округа Равенсбург. Према процјени из 2010. у општини је живјело 2.736 становника. Посједује регионалну шифру (AGS) 8436003.

## Географија
Ајхштетен се налази у савезној држави Баден-Виртемберг у округу Равенсбург. Општина се налази на надморској висини од 618 метара. Површина општине износи 33,8 km².

## Становништво
У самом мјесту је, према процјени из 2010. године, живјело 2.736 становника. Просјечна густина становништва износи 81 становника/km².